# Тамаш Дєрдь
Тамаш Дєрдь (угор. Tamás György; 7 вересня 1971) — колишній угорський тенісист. Найвищу одиночну позицію світового рейтингу — 664 місце досяг 15 вересня 1997, парну — 441 місце — 14 серпня 1995 року.

## Кар'єра
Дєрдь брав участь у змаганнях рівня ATP Challenger і виграв парний турнір у Будапешті в 1994 році в парі з Емануелем Куто. Він мав найкращий у кар'єрі одиночний рейтинг у світі — 664 у світі, а також брав участь у кваліфікаційному розіграші Відкритого чемпіонату Австралії 1997 року. Його старший брат, Карой, був професійним тенісистом, який виступав у 1990-х роках.

## Титули ATP Челленджер

### Парний розряд: (1)
| Ранг | Дата          | Турнір                                    | Покриття | Партнер       | Суперники                        | Рахунок  |
| ---- | ------------- | ----------------------------------------- | -------- | ------------- | -------------------------------- | -------- |
| 1    | вересень 1994 | Budapest II Challenger Будапешт, Угорщина | Ґрунт    | Емануел Коуту | Джефф Беллолі Александар Кітінов | 6–2, 7–5 |